# Nonami (metropolitana di Nagoya)
Nonami (野並駅?, Nonami-eki) è una stazione della metropolitana di Nagoya situata nel quartiere di Tempaku-ku, a Nagoya, ed è servita dalla linea Sakura-dōri.

## Storia
La stazione di Nonami è stata inaugurata il 30 marzo 1994 come capolinea della linea Sakura-dōri. Nel 2000 a causa di forti piogge la stazione è stata completamente allagata, causando disagi per diversi giorni.. Il 27 marzo 2011 è stata invece aperta l'estensione di 4,2 km verso il capolinea di Tokushige, abbassando quindi il numero degli utilizzatori della stazione. Nello stesso anno a luglio, sono state installate le porte di banchina.

## Linee
Metropolitana di Nagoya
 Linea Sakura-dōri

## Struttura
La stazione, sotterranea, è costituita da un marciapiede a isola con due binari passanti protetti da porte di banchina a mezza altezza. All'interno della stazione si trova un combini del marchio Seven Eleven.
| 1 | Linea Sakura-dōri | per Tokushige                                          |
| 2 | Linea Sakura-dōri | per Aratama-bashi, Imaike, Nagoya e Nakamura Kuyakusho |

## Stazioni adiacenti
| «                 | Servizio          | »                 |
| Linea Sakura-dōri | Linea Sakura-dōri | Linea Sakura-dōri |
| ----------------- | ----------------- | ----------------- |
| Tsurusato         | -                 | Naruko Kita       |